# Tamesguida
Tamesguida (« lieu de culte » en tamazight de l'Atlas blidéen), anciennement Mouzaïa-les-Mines à l'époque coloniale, est une commune de la wilaya de Médéa en Algérie. 

## Géographie

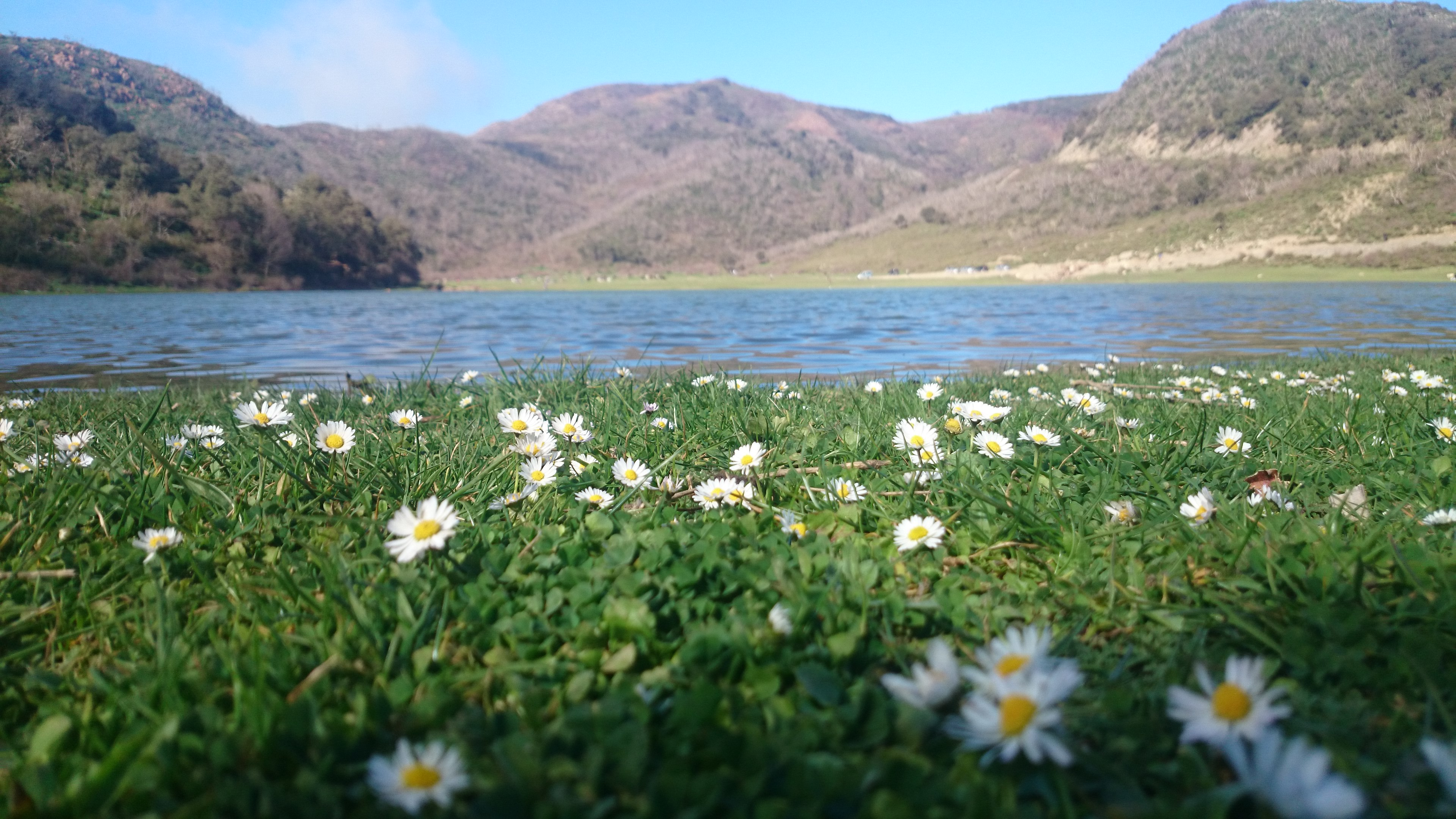
Le lac Dhaya

Tamesguida est située au pied du djebel Mouzaïa (1 604 m d'altitude) à 15 km au sud-ouest de Mouzaïa. La commune est située dans le tell central algérien dans l'Atlas tellien dans le nord-ouest de l'Atlas blidéen à environ 60 km au sud-ouest d'Alger et à 10 km au nord-ouest de Médéa et à environ 20 km au sud-ouest de Blida et à 31 km au nord-ouest Berrouaghia et à 90 km au nord-est d'Aïn Defla et à 45 km au sud-est de Tipaza.
| Oued Djer (Wilaya de Blida) | Ain Romana (Wilaya de Blida) | Chiffa (Wilaya de Blida) , Bouarfa (Wilaya de Blida) |
| Ouamri                      | Tamesguida                   | El Hamdania                                          |
| Oued Harbil                 | Draa Essamar                 | Médéa                                                |

## Toponymie
Tamesguida veut dire en langue berbère "mosquée" ou "lieu de culte".

## Histoire
L'agglomération s'appelait Velisci à l'époque romaine et Mouzaïa-les-Mines durant la colonisation française. C'est un ancien centre minier de fer et de cuivre.

## Économie
La commune dispose d'une source minérale appréciée.